# Faena Arts Center

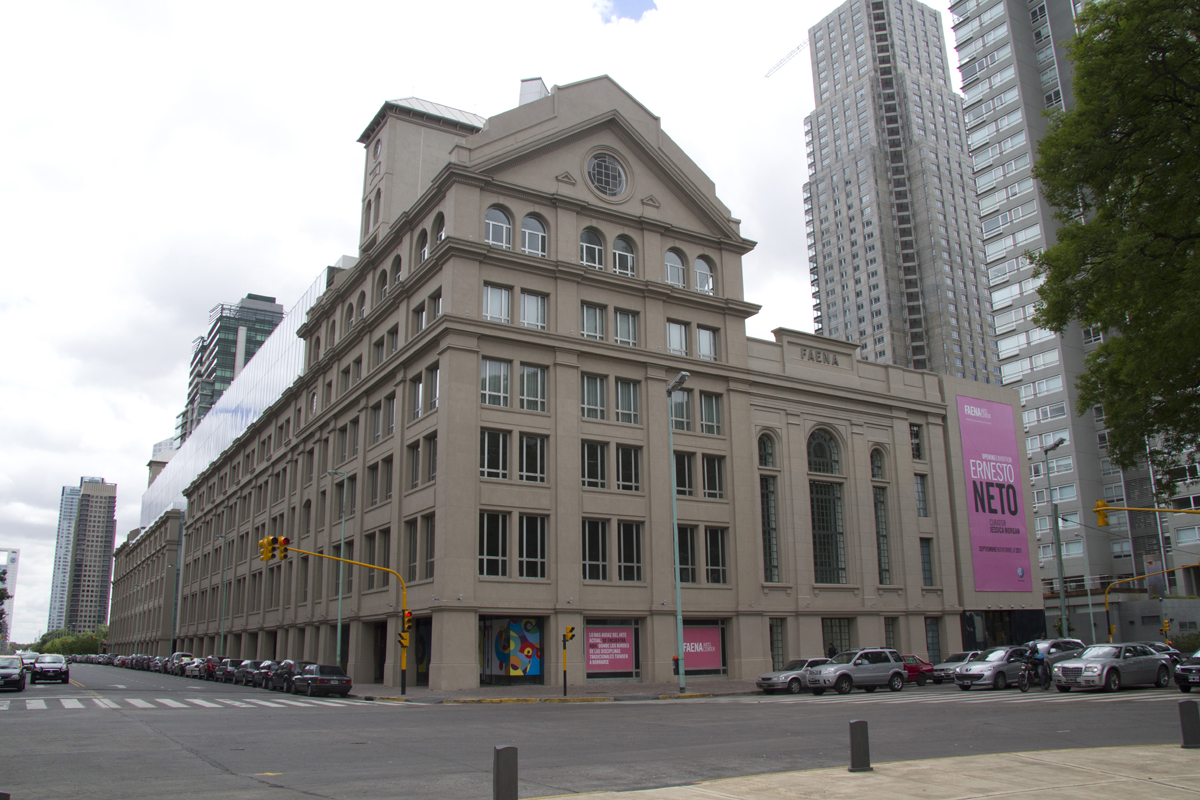
Faena Arts Center

Das Faena Arts Center ist ein von Alan Faena gegründetes Kulturzentrum in Puerto Madero, einem früheren Hafengebiet in Buenos Aires, Argentinien.

## Baugeschichte
Das Kulturzentrum befindet sich in einem Gebäude einer der ersten großen Getreidemühlen Argentiniens, den Molinos de la Plata. Nach der Verlegung des Hafens und dem Niedergang des Hafenviertels, wurde Puerto Madero seit dem Ende der 1980er Jahre entwickelt und ist heute eins der gesuchten Viertel für Wohn-, Büro- und Unterhaltungsnutzungen der argentinischen Hauptstadt. 
Das alte Maschinenhaus der Getreidemühle wurde entkernt und nach dem Umbau zu modernen Ausstellungsräumen mit über 4000 m² im September 2011 mit einer Ausstellung von Werken des brasilianischen Künstlers Ernesto Neto eröffnet.

## Faena Prize for the Arts
Seit 2012 vergibt das Kulturzentrum den Faena Prize for the Arts.  
- Der erste Preisträger war der argentinische Künstler Franco Dario Vico.
- Der Preisträger 2015 war der Künstler Cayetano Ferrer mit der Installation Cinema Architecture.

## Ausstellungen
- 2011: O Bicho Suspenso na Paisajem, Ernesto Neto.
- 2012: Los Carpinteros.
- 2012: Franz Ackermann.
- 2013: El-Aleph, Installation von Mischa Kuball und Anthony McCall.[3]
- 2014: Richard Long: Textwork Mendoza Walking und Skulpturen Pampas Dreaming und Piraña Andes.
- 2014: Augustina Woodgate: GPS/Geometría Poética Social.